# Sławomir Cynk
Sławomir Cynk (ur. 20 czerwca 1966) – polski matematyk, profesor nauk matematycznych. Specjalizuje się w analizie zespolonej oraz geometrii algebraicznej. Profesor w Katedrze Geometrii Algebraicznej i Teorii Liczb Instytutu Matematyki Wydziału Matematyki i Informatyki Uniwersytetu Jagiellońskiego.

## Życiorys
Absolwent I LO w Krakowie, trzykrotny finalista Olimpiady Matematycznej, dwukrotnie w finale wyróżniony. Ukończył studia matematyczne na Uniwersytecie Jagiellońskim, gdzie następnie rozpoczął pracę naukową. Stopień doktorski uzyskał w 1992, obroniwszy pracę pt. Przedstawienia funkcji Nasha, przygotowaną pod kierunkiem Piotra Tworzewskiego; formalnym promotorem był Tadeusz Winiarski. Poza Uniwersytetem Jagiellońskim pracował także w Instytucie Matematycznym PAN. Tytuł naukowy profesora nauk matematycznych otrzymał w 2011.
Swoje prace publikował w takich czasopismach jak m.in. „Geometriae Dedicata”, „Annales Polonici Mathematici”, „Manuscripta Mathematica”, „International Journal of Mathematics", „Journal of Number Theory" oraz „Mathematische Nachrichten”.
Członek Polskiego Towarzystwa Matematycznego.